# 西下 (津山市)
西下（にししも）は岡山県津山市にある地名。郵便番号は708-1225。

## 地理
旧・新野村の南西端に位置する。北は新野山形、西中、南は坂上、上村、西は堀坂、東は西中、新野東に接する。

## 歴史

### 沿革
- 1872年 - 新野西上村、新野西中村、新野西下村が合併、新野西村となる。
- 1886年 - 新野西村が新野西上村、新野西中村、新野西下村に再び分村。
- 1889年6月1日 - 町村制施行により、勝北郡新野西下村が同郡新野西上村、新野西中村、新野東村、新野山形村と合併、新野村となる。新野西下村は大字新野西下となる。
- 1900年4月1日 - 勝北郡が勝南郡と合併し、勝田郡となる。
- 1955年1月1日 - 勝田郡新野村が、同郡勝加茂村、広戸村と合併、勝北町となる。新野東を除く新野村全域の大字がそれぞれ大字から新野を省き、新野西下は西下となる。この際、勝加茂村側もそれぞれ勝加茂を省いたが、勝加茂村には勝加茂西下があり、省くと重複する勝加茂側は杉宮とした。
- 2005年2月28日 - 勝北町が苫田郡加茂町、阿波村、久米郡久米町とともに津山市に編入される。

## 世帯数と人口
2021年（令和3年）1月1日現在の世帯数と人口は以下の通りである。
| 町丁 | 世帯数  | 人口  |
| ---- | ------- | ----- |
| 西下 | 126世帯 | 267人 |

## 小・中学校の学区
市立小・中学校に通う場合、学区は以下の通りとなる。
| 番地 | 小学校             | 中学校             |
| ---- | ------------------ | ------------------ |
| 全域 | 津山市立新野小学校 | 津山市立勝北中学校 |

## 交通
国道、県道は走っていない。

## 施設
- 勝北総合スポーツ公園
- 西下公会堂